# تروریسم (فیلم ۱۹۹۵)
«تروریسم» (انگلیسی: The Terrorist (1995 film)) فیلمی در ژانر اکشن، جنایی، و درام است که در سال ۱۹۹۵ منتشر شد.